# Exochus latro
Exochus latro là một loài tò vò trong họ Ichneumonidae.